# Régénérationnisme
 (décembre 2013).
Si vous disposez d'ouvrages ou d'articles de référence ou si vous connaissez des sites web de qualité traitant du thème abordé ici, merci de compléter l'article en donnant les références utiles à sa vérifiabilité et en les liant à la section « Notes et références ».
Le régénérationnisme (en espagnol : regeneracionismo) est un mouvement intellectuel espagnol qui, à la charnière du XIXe siècle et du XXe siècle, mène une profonde réflexion sur les causes de la « décadence » de l'Espagne en tant que nation. Il convient de le différencier de la Génération de 98 car, bien que les deux mouvements expriment le même jugement pessimiste sur l'Espagne, les régénérationnistes le font d'une manière objective, documentée et scientifique, tandis que la Génération de 1898 le fait sous une forme plus littéraire, subjective et artistique.
Il s'agit d'un courant idéologique hétérogène (touchant aussi bien des conservateurs que des progressistes, des traditionalistes que des républicains) qui réfléchit sur la nation espagnole et essaie de remédier à la décadence de l'Espagne, en particulier après le désastre de la guerre hispano-américaine de 1898. Conscient du retard de l'Espagne comparé aux pays européens les plus développés, le mouvement propose de trouver les voies pour une « régénérescence » nationale afin de mettre fin aux « maux » qui touchent le pays, parmi lesquels se trouvent la mauvaise répartition de la richesse, le manque de stabilité politique et la corruption politique, le latifundium, la misère rurale et le retard scientifique, technique et industriel dont souffrirait le pays. Cette « régénérescence » permettrait à l'Espagne de recouvrer la grandeur de son passé et de se moderniser.
Le régénérationnisme, dont la figure principale fut Joaquín Costa (1846-1911), échoua dans sa tentative de réformer en profondeur le système de la Restauration et eut, du moins dans un premier temps, un impact davantage intellectuel que politique. L’hispaniste britannique Raymond Carr considère ainsi ce mouvement avec une certaine ironie :

« La critique du système de la Restauration ne fut pas surprenante […] ; mais ceux qui en étaient fatigués ou ceux qui cherchèrent à le réformer s’attribuèrent alors le titre grandiloquent de régénérateurs.
Au début du siècle, la régénération était un thème au sujet duquel tous écrivaient des essais, depuis le cardinal-évêque de Valladolid jusqu’à Blasco Ibáñez, le romancier républicain, depuis les professeurs aux poètes, des héritiers de la tradition sereine de Jovellanos jusqu’aux charlatans politiques, depuis les nationalistes catalans jusqu’aux patriotes castillans. Pendant que les républicains célébraient des réunions de rénégats, le Congrès catholique débattit de « la participation du clergé dans le travail de la régénération patriotique ». Tous furent régénérateurs à leur manière. « La Régénératrice pommade fortifiante pour les pays faibles. Elle a raison des médecins, apôtres et guérisseurs les mieux accrédités. » »

## Origine du terme
Le terme de « régénération » (« regeneración ») se rencontre déjà au XIXe siècle : il est tiré du jargon médical et utilisé comme antonyme de « corruption » pour métaphoriser une expectative politique. En réalité, il s'agit d'une forme nouvelle de la vieille préoccupation patriotique autour de la « décadence du pays », qui s'était déjà manifestée au cours des XVIe et XVIIe siècles à travers les travaux des arbitristes, et au XVIIIe siècle avec l'Espagne des Lumières et le réformisme des Bourbons. Ces mouvements ont quelquefois fait l'objet de satires, notamment dans la figure du dénommé proyectismo (littéralement « projectisme »), attaqué par exemple par José Cadalso dans ses Lettres marocaines (Cartas marruecas, 1789). Napoléon lui-même, dans les premiers jours de la guerre d'indépendance espagnole (1808-1814), déclare aux Espagnols : « Votre nation périssait : j’ai vu vos maux, je vais y porter remède ; je veux que vos derniers neveux conservent mon souvenir et disent : « Il fut le régénérateur de notre patrie » ».
Cependant, l'évolution de ce terme à la fin du XIXe siècle est une conséquence directe de la crise du système politique de la Restauration fondée par Cánovas del Castillo : l'alternance fictive et réglée des partis (turno pacífico), qui avait donné au pays un semblant de stabilité et l'avait libéré des guerres carlistes, était illusoire, basée sur un système politique corrompu à grande échelle et empêchait de rendre compte de la misère effective du peuple. Le pays souffrait des déséquilibres géographiques occasionnés par l'implantation non uniforme de la révolution industrielle, le caciquisme, la fiction électorale et le triomphe de l'oligarchie économique et politique. Celle-ci avait relégué au second plan les bourgeoisies, qui ailleurs en Europe jouaient un rôle moteur, en les enfermant dans leurs bastions du Pays basque et de Catalogne. Pour cela, elle s'appropriait pratiquement toutes les terres agricoles productives de l'Espagne par le biais de désamortissements frauduleux qui créèrent d'improductifs latifundios ainsi qu'une main-d'œuvre bon marché trouvée dans la classe populeuse des travailleurs agricoles affamés (les jornaleros, ouvriers agricoles payés à la journée). À ce climat morose, il convient d'ajouter le « désastre de 1898 » : la perte des dernières colonies de l'Espagne dans une défaite militaire contre les États-Unis, ressentie comme particulièrement humiliante sur le plan intérieur, dont la classe politique dirigeante est rendue coupable et se trouve à l'origine d'une profonde remise en question.

## Presse régénérationniste
Les intellectuels régénérationnistes tentaient de forger une nouvelle idée authentique de l'Espagne, et il était pour cela nécessaire de démasquer les impostures de la fausse « Espagne officielle » par la divulgation de leurs études dans une presse à diffusion large.
Parmi ces publications, nombreuses étaient celles antérieures à 1898. La première fut sans doute la Revista Contemporánea (« Revue contemporaine »), fondée en 1875 (elle dura jusqu'en 1907) par José del Perojo (es), un homme très imprégné des idées régénérationnistes, et qui compta dans ses débuts de nombreux collaborateurs appartenant à l'Institution libre d'enseignement, comme Rafael Altamira, Julián Sanz del Río (es), Rafael María de Labra Cadrana (es) et Urbano González Serrano (es), des personnalités qui parvinrent à importer des courants esthétiques et philosophiques européens, rompant ainsi le lien avec la tradition culturelle espagnole.
Une autre revue, La España Moderna (es) (1889–1914), eut également un grand prestige durant les années de la Régence de Marie-Christine de Teschen. Fondée par José Lázaro Galdiano (es), elle prétendait représenter dans le pays ce qu'était la Revue des Deux Mondes chez le voisin français. Parmi ses mérites il convient de mentionner qu'elle tenta d'être le « bilan intellectuel de l'ère contemporaine » (« suma intelectual de la edad contemporánea »), avec une tendance européiste marquée, qui servit d'intermédiaire à l'esprit cosmopolite. Parmi ses collaborateurs illustres on peut citer Ramiro de Maeztu et Miguel de Unamuno.
Il convient également de citer la revue Nuevo Teatro Crítico (« Nouveau théâtre critique »), dont Emilia Pardo Bazán fut pratiquement l'auteur exclusif, et dans laquelle cette dernière exposa ses théories littéraires et d'autres plus politiques, marquée par un européisme certain et un féminisme sincère.

## Les écrivains du régénérationnisme
Les écrivains du régénérationnisme réagissent contre la décomposition du système canoviste en publiant leurs études et essais, dans lesquels ils dénoncent une situation morose qui se trouve finalement révélée au grand jour avec la défaite de l'armée espagnole, techniquement obsolète, dans la guerre contre les États-Unis en 1898 et la perte de ce qui restait de l'empire colonial espagnol (Cuba, Porto Rico et les Philippines).

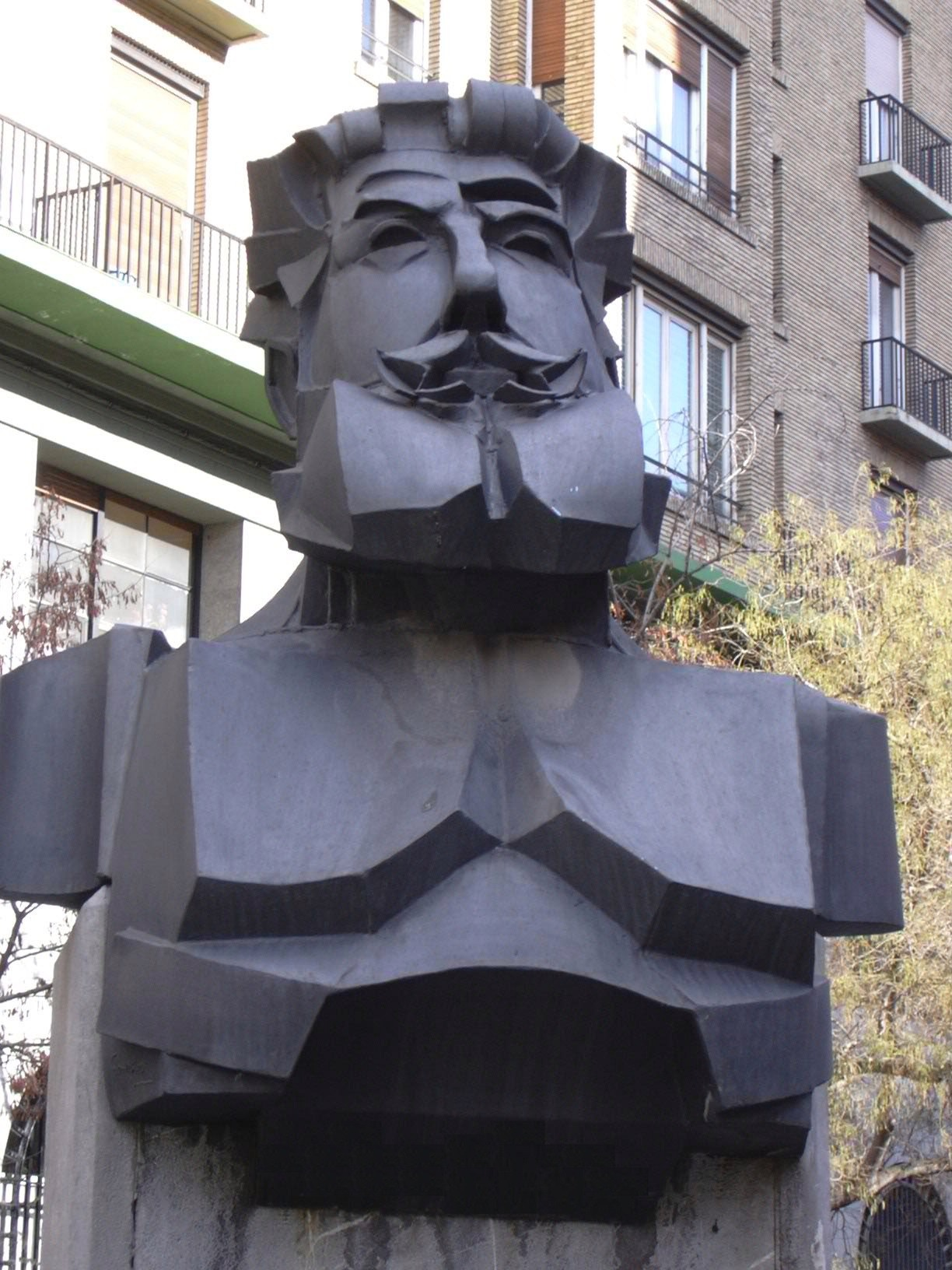
Buste de Joaquín Costa à Saragosse

L'auteur le plus important de ce mouvement, et d'une certaine manière son chef de file, fut Joaquín Costa, qui causa une authentique commotion nationale avec la publication de ses œuvres Colectivismo agrario en España (1898) et Oligarquía y caciquismo como la forma actual de gobierno en España (1901), bien que sa voie fût préparée par ses prédécesseurs : Los males de la patria y la futura revolución española (1890), de Lucas Mallada (es) et El problema español, de Ricardo Macías Picavea (es), ainsi que par les critiques de l'analphabétisme et de la pédagogie de l'État espagnol, les krausistes de l'Institution libre d'enseignement dirigée par Francisco Giner de los Ríos. Costa alla jusqu'à réclamer un « chirurgien de fer » (un « cirujano de hierro ») qui accomplirait les réformes urgentes dont avait besoin le pays.
D'autre part, une constellation d'auteurs vint suivre les pas de Costa. Ainsi, l'alicantin Rafael Altamira (1866–1951) écrivit Psicología del pueblo español (1902), dans lequel il conçoit le patriotisme comme un concept spirituel naturel chez un peuple. Après avoir passé en revue les propagateurs de ce sentiment depuis Juan Ginés de Sepúlveda, Francisco de Quevedo, Benito Jerónimo Feijoo, etc., jusqu'à l'aragonais Lucas Mallada, dont il désapprouve l'œuvre, Altamira mentionne les effets de l'« Idearium espagnol » proposé par Ángel Ganivet et présente l'« hispanophobie » française comme un mal important, atténué par l'« hispanophilie » allemande ; il défend l'action espagnole en Amérique et croit que sa réputation s'est améliorée, en dépit du fait que l'Espagne soit allée jusqu'à se désintéresser de ses propres problèmes. Il traite ensuite de la situation présente et rejette le pessimisme de Ricardo Macías Picavea (1847–1899) au sujet du « problème national » (El problema nacional) et sa proposition d'une dictature pour le résoudre, et rejoint ainsi Juan Pablo Forner (es) et Joaquín Costa. Il sépare la vie nationale de la vie politique de ses dirigeants, peu exemplaires, et résume les « maux nationaux » : manque de patriotisme, mépris de ce qui est proprement espagnol, absence d'intérêt commun, défaut de concept d'indépendance nationale, mépris de la tradition. Enfin, il interprète le « chirurgien de fer » (« cirujano de hierro ») réclamé par Joaquín Costa comme un symbole de la confiance du peuple espagnol en lui-même, avec ses vices et vertus. Il présente l'éducation comme une solution à ces problèmes : si les universités diffusaient le savoir dans chaque centre et classe sociale — il applaudit Concepción Arenal —, cela soulèverait des inquiétudes. Il demande carte blanche pour l'école, qui créera une « noble passion pour rehausser la terre ou chacun est né » (« noble pasión por engrandecer la tierra donde uno ha nacido »), selon la phrase de Luca Mallada, avec l'effort dont il croit capable l'Espagne. On retrouve une pensée similaire chez José María Salaverría (es) (1873–1940), auteur de Vieja España (« Vieille Espagne », 1907).
Benito Pérez Galdós assimila cette pensée comme un dérivé de son krausisme initial dans ses derniers Episodios nacionales.
Ce furent principalement des écrivains comme Juan Pío Membrado Ejerique (es), Julio Senador Gómez (es), Constancio Bernaldo de Quirós (es), Luis Morote (es), Ramiro de Maeztu, Pere Coromines, Adolfo González Posada (es), Basilio Paraíso, Francisco Rivas Moreno (es) ou José Ortega y Gasset qui prolongèrent ce mouvement intellectuel jusque dans les années 1930.

## Les politiciens régénérationnistes
Les idéaux et les propositions des régénérationnistes furent accueillis positivement par des politiciens conservateurs comme Francisco Silvela, qui écrivit un fameux article, « Sin pulso » (« Sans pouls »), publié dans El Tiempo (16 août 1898), et Antonio Maura, qui virent dans ce courant un véhicule pour leurs aspirations politiques et y adhérèrent ; les libéraux Santiago Alba, José Canalejas et le républicain Manuel Azaña firent de même.
Même un dictateur comme Miguel Primo de Rivera en vint à s'approprier une partie du discours de Costa, en se présentant comme le « chirurgien de fer » réclamé par Costa pour mettre en œuvre les réformes urgentes dont avait besoin l'Espagne. Dans les faits, il entreprit et mena à terme l'un des rêves de Costa : un « Plan hydrologique national ».